# UiTM Kampus Sabah

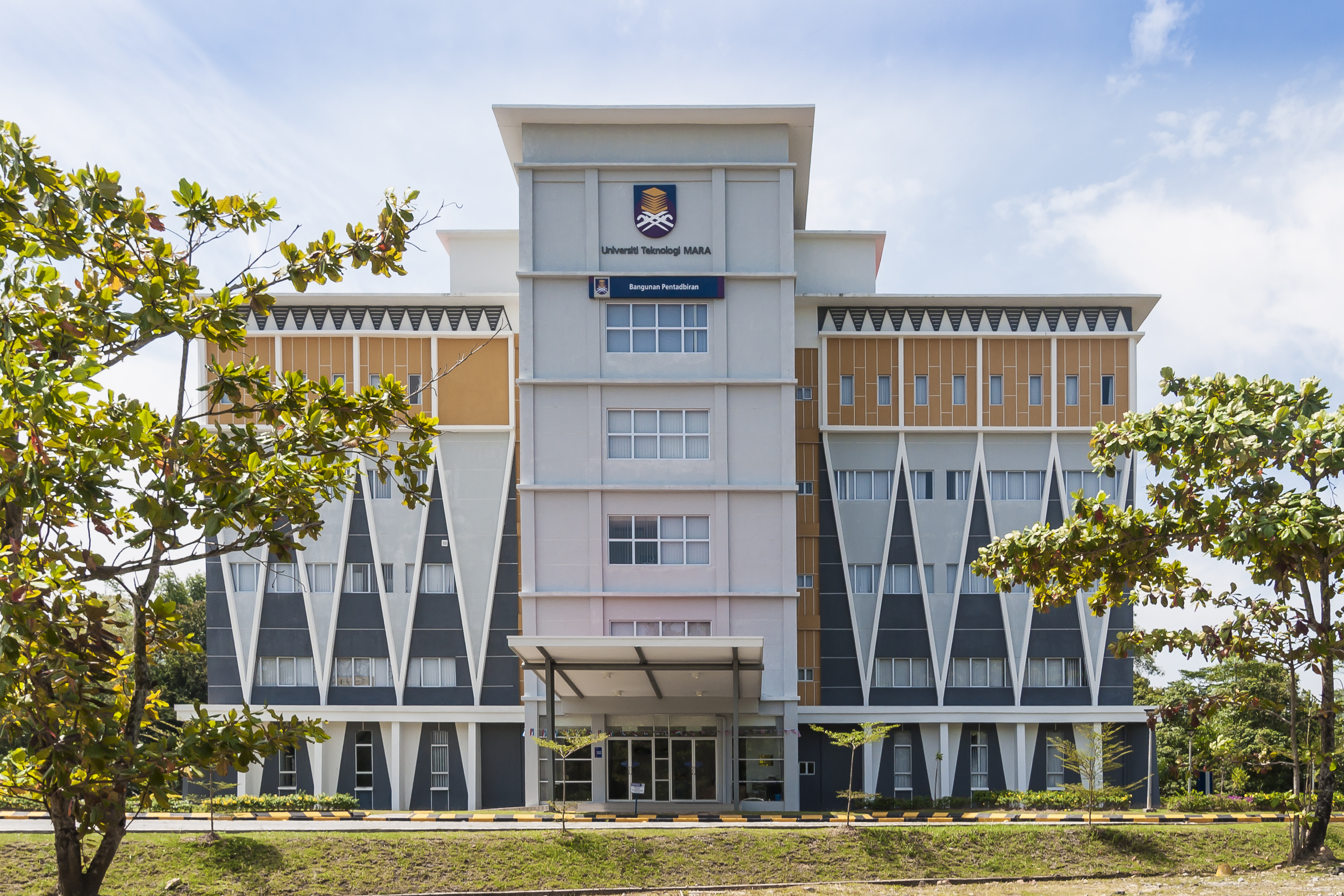
Verwaltungsgebäude

Die Universiti Teknologi MARA Kampus Sabah ist ein Campus der Universiti Teknologi MARA im malaysischen Bundesstaat Sabah.

## Geschichte
Der Campus wurde im März 1973 mit der Unterstützung der Sabah Foundation und der Landesregierung von Sabah als MARA Institute Of Technology (ITM) Sabah Branch, kurz ITM Sabah Branch, gegründet. Mit 159 Studenten wurde im Juli 1973 ein vorläufiges Campusgelände im Stadtteil Sembulan bezogen. Die offizielle Eröffnung durch den Ministerpräsidenten von Sabah erfolgte am 17. August desselben Jahres. Im Januar 1982 zog die Mehrzahl der Studenten auf das neue Campusgelände im Stadtteil Menggatal um. 1991 war der Umzug aller Institutionen und Fakultäten abgeschlossen und die Universität erhielt die heutige Bezeichnung.

### Fakultäten

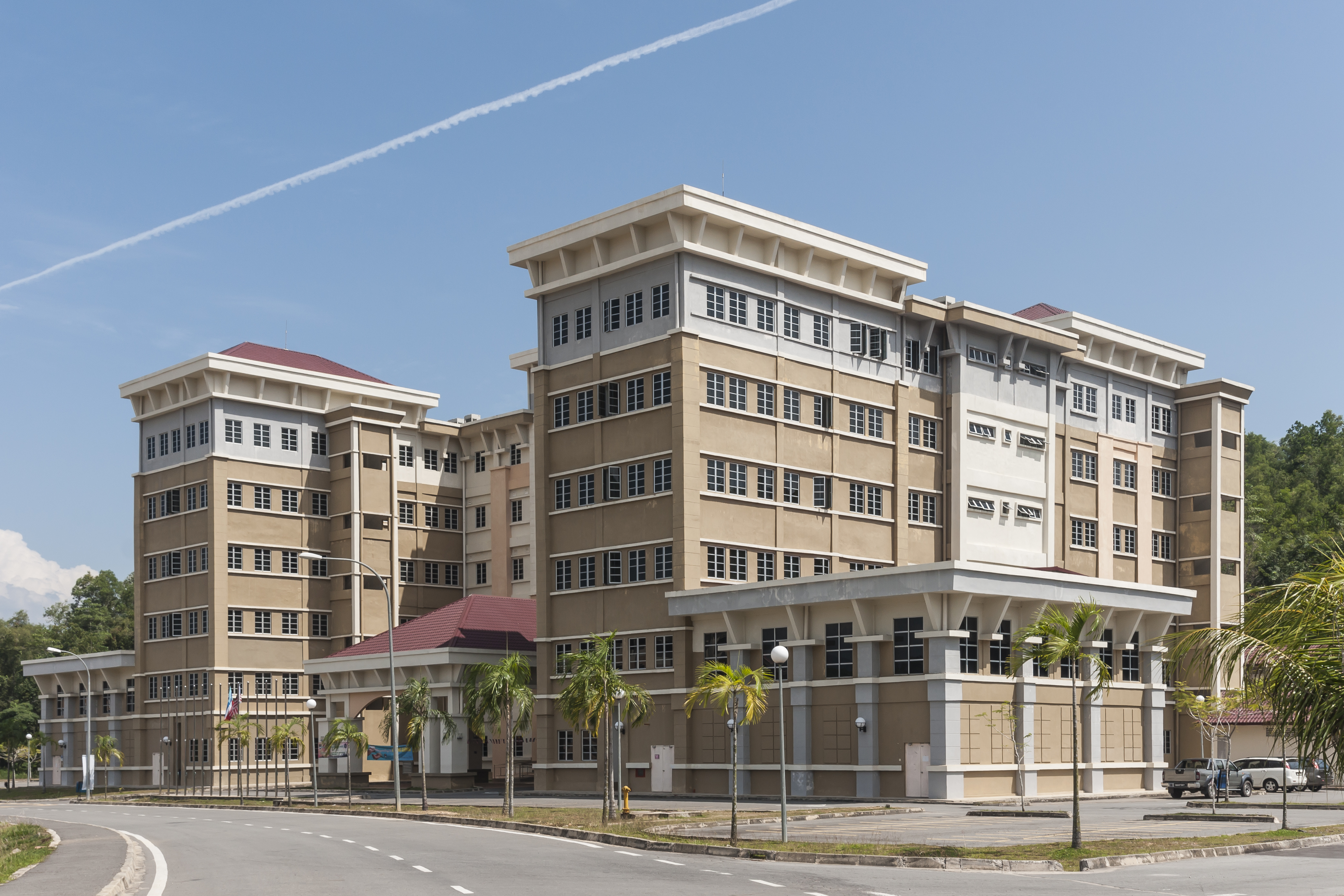
Hörsaal- und Institutsgebäude

Es gibt folgende Fakultäten, Instituten und Zentren:
- Faculty of Applied Sciences (AS)
- Faculty of Computer and Mathematical Sciences (CS) - formerly known as Faculty of Information Technology & Quantitative Sciences
- Faculty of Law (LW)
- Faculty of Administration Science and Policy Studies (AM)
- Faculty of Accountancy (AC)
- Faculty of Business Management (BM)
- Faculty of Hotel and Tourism Management (HM)

- Centre of Graduate Studies (CGS) unter anderem für die Abschlüsse[3]
  - Executive Masters of Administrative Science (EMAS)
  - Master of Business Administration (EMBA)
  - Master of Accountancy (MACC)
  - Master and PhD by research
  - Doctor of Business Administration (DBA)